# Вишков (район)
Райо́н Ви́шков (чеш. okres Vyškov) — один из 7 районов Южноморавского края Чешской Республики. Административный центр — город Вишков. Площадь — 876,06 км² (из них 158,206 км² занимает военный полигон Бржезина), население составляет 89 016 человек. В районе насчитывается 79 муниципалитетов, из которых 5 — города, 3 — местечки.

## География
Расположен на востоке края. В рамках края граничит с районом Брно-пригород на западе, Годонин на юго-западе, Бржецлав на юге и Бланско на северо-западе. На северо-востоке соседствует с оломоуцким районом Простеёв, на востоке — с районом Кромержиж Злинского края.

## Города и население
Данные на 2009 год:
| Город             | Население |
| ----------------- | --------- |
| Вишков            | 22 221    |
| Бучовице          | 6 500     |
| Славков-у-Брна    | 6 265     |
| Роусинов          | 5 256     |
| Ивановице-на-Гане | 2 917     |

| Всего          | Женщин           | Мужчин           |
| -------------- | ---------------- | ---------------- |
| 89 016 (100 %) | 44 979 (50,53 %) | 44 037 (49,47 %) |

Средняя плотность — 101,61 чел./км²; 48,48 % населения живёт в городах.